# هيو تومسون
هيو تومسون (11 أبريل 1934 في المملكة المتحدة - ) (بالإنجليزية: Hugh Thompson)‏ هو لاعب كريكت بريطاني. لعب مع نادي مقاطعة هامبشاير للكريكت ‏.

## وصلات خارجية
- هيو تومسون على موقع إي آس بي آن كريك إنفو (الإنجليزية)